# Nattapettai
Nattapettai là một thị trấn thống kê (census town) của quận Kancheepuram thuộc bang Tamil Nadu, Ấn Độ.

## Nhân khẩu
Theo điều tra dân số năm 2001 của Ấn Độ, Nattapettai có dân số 10.190 người. Phái nam chiếm 51% tổng số dân và phái nữ chiếm 49%. Nattapettai có tỷ lệ 68% biết đọc biết viết, cao hơn tỷ lệ trung bình toàn quốc là 59,5%: tỷ lệ cho phái nam là 75%, và tỷ lệ cho phái nữ là 60%. Tại Nattapettai, 12% dân số nhỏ hơn 6 tuổi.